# Jaroslav Izák
Jaroslav Izák (* 25. April 1955 in Bratislava) ist ein slowakischer Politiker. 
Er ist Mitglied der SNS und war von 2006 bis 2008 Minister für Umwelt in der nach den Wahlen 2006 gebildeten ersten Regierung Robert Ficos.